# マリク・ベンジェルール
マリク・ベンジェルール（Malik Bendjelloul, 1977年9月14日 - 2014年5月13日）は、スウェーデンの映画監督。2012年に『シュガーマン 奇跡に愛された男』でアカデミー長編ドキュメンタリー映画賞を受賞。
2014年5月13日に自殺。36歳没。

## 監督作品
- シュガーマン 奇跡に愛された男